# Chaire à prêcher de l'église Saint-Pierre de Pleudaniel
La chaire à prêcher de l'église Saint-Pierre à Pleudaniel, une commune du département des Côtes-d'Armor dans la région Bretagne en France, est une chaire datant du XVIIIe siècle. La chaire en bois est inscrite monument historique au titre d'objet depuis le 13 décembre 1990.